# Kalitinovo
Kalitinovo (Bulgaars: Калитиново) is een dorp in Bulgarije. Het is gelegen in de gemeente Stara Zagora, oblast Stara Zagora en telde op 31 december 2018 zo’n 739 inwoners, een lichte stijging vergeleken met 729 inwoners op 1 februari 2011. 

## Ligging
Het dorp Kalitinovo ligt ongeveer 10 kilometer ten zuiden van de stad Stara Zagora.

## Bevolking
In 2011 verklaarde 53% van de bevolking etnische Roma te zijn, terwijl 45% van de bevolking uit Bulgaren bestond. Bijna de hele bevolking is christen en de meerderheid (85%) is oosters-orthodox. De rest is evangelisch. Er woont ook een katholiek gezin.
| Bevolking | 343 | 350 | 314 | 498 | 612 | 740 | 728 | 758 | 729 | 739 |

1. ↑   (en)  National Statistical Institute (NSI)  geraadpleegd 20 maart 2020